# Мустафин, Габдулла Сулейманович
 Мустафин, Габдулла Сулейманович  (1917—1995) — известный башкирский советский художник.

## Биография
Габдулла Мустафин родился 5 апреля 1917 года в городе Актюбинске (Казахстан) в семье рабочего конезавода. В 1921 году он потерял родителей, пережил все тяготы существования мальчика-сироты.
В 1932 году поступил учиться в Уфимское училище искусств. В училище Габдулла проявил себя как одаренный и любознательный юноша. Он проводил долгие часы в Уфимском художественном музее, в котором выставлялись подлинники произведений основателя музея, уроженца Уфы М. В. Нестерова, его ранние портреты, а также этюды, пейзажи, эскизы картин И.Репина, В.Серова,
И.Левитана, И.Шишкина, В.Саврасова и других живописцев реалистического русского искусства XIX века. Привязанность к музею стала причиной того, что в 1935 году, по окончании училища, Мустафин был направлен работать в этот
музей в качестве экскурсовода-стажера.
В 1936 году, на короткое время, был его директором. Но стремление к профессии художника победило. Габдулла Сулей-
манович становится членом правления товарищества «Башхудожник» и входит в художественный совет этой организации.
C ученической скамьи молодой живописец начинает участвовать в выставках в Уфе. Тогда эти выставки
были ещё очень редки и невелики. Они проходили в здании Дома офицеров (Дом Красной Армии по улице Сталина в г. Уфа).
В 1937 году он участвовал на Всесоюзной художественной выставке «Индустрия социализма» (1937 г.)
в Москве. Минуя обязательный кандидатский стаж, Габдулла Мустафин был принят в 1938 году в члены Союза художников СССР.
Успех подтвердился показательным участием живописца на уфимской юбилейной выставке 1939 года, имевшей обобщающее название «Художники Башкирии за 20 лет», приуроченной к 20-летию республики. На этой выставке впервые появился основной жанр его будущего творчества — портрет. Восемь мустафинских произведений определили и темы, и технические, характерные для всего творчества художника. «Портрет пианистки» (масло, кар-
тон) — все годы живописец работал над созданием портретов башкирских деятелей культуры. «Портрет колхозницы»
(бумага, карандаш) — серия графических листов и живописных произведений посвящена людям села, что
составляет часть творческого наследия художника. Карандашный рисунок «Мальчик» и акварель «Портрет девочки» — серию графических работ, посвященных детям.
Наиболее значительным из известных сегодня произведений довоенного времени является полотно «Женщина в белой
шали» 1939 года.
Во время Великой Отечественной войны Мустафин был призван на фронт. В конце 1944 года он был уволен в запас по
болезни, в звании лейтенанта.
После войны он участвовал в налаживании послевоенной работы в Башкирском отделении «Всекохудожника». Как авторитетный мастер
своего дела, он занимается этим на правах представителя Федерации. Мустафин входит в состав правления СХ (с 1946 по
1953 год). В 1948 году он — зам. председателя Союза художников. Он и член художественного совета при Управлении по делам искусств при Совете министров БАССР.
Во все периоды творчества Мустафин обращался к сюжетным композиционным полотнам, в которых главным действующим лицом выступает историческая личность: Иван Грозный, В. И. Ленин, Н. Крупская, В. Чапаев, Ш. Худайбердин, А. Матросов.
Скончался в 1995 году.

## Картины
Мустафин — автор многочисленных портретов, наиболее известным из которых является «Портрет девушки-связистки» 1946 г., ставший знаковым произведением в искусстве Башкортостана. Произведения мастера находятся в региональных музеях и частных собраниях.
Картины «Салават Юлаев», масло. 1957, «На новую скважину» 1950, «Нефтеперегонка», 1950 г..

## Выставки
Участник республиканских, уральских, московских художественных выставок РСФСР с 1930-х до 1980-х годов,
зарубежной выставки произведений башкирских художников в ГДР в 1975 году.
Мустафин — участник послевоенной выставки в Уфе осенью 1945 года. На ней были представлены его портреты: «Бабушка- башкирка», «Девушка- студентка» и «Портрет А.3убаирова».
В 1946 году на республиканской выставке Габдулла Сулейманович демонстрирует несколько пейзажных этюдов и
«Портрет девушки-связистки». Наибольший успех выпал на долю именно этого портрета.

## Награды
- Медаль «За трудовое отличие» (8 июня 1955).
- В республике Башкортостан Мустафин был отмечен за свои работы, творческую и общественную деятельность почетными грамотами Президиума Верховного совета РБ в 1949, 1957, 1962 годах.